# Public Ethernet
Treść tego artykułu może nie być zgodna z zasadami neutralnego punktu widzenia,
ponieważ być może reklama!.
Dokładniejsze informacje o tym, co należy poprawić, być może znajdują się w dyskusji tego artykułu.
 Po wyeliminowaniu niedoskonałości należy usunąć szablon [[Szablon:Dopracować|]] z tego artykułu.
Public Ethernet – technologia firmy Ericsson umożliwiająca masowe, szybkie i tanie dołączenie do szerokopasmowej sieci przez kabel optyczny, miedziany lub radio, każdego potencjalnego użytkownika w zależności od jego potrzeb. Dzięki zastosowaniu Ethernetu umożliwia współistnienie obecnych i przyszłych usług w sieciach publicznych oraz pozwala efektywnie wykorzystać zasoby sieciowe.
Public Ethernet zapewnia dostęp do internetu, telefonu oraz telewizji z jednego gniazdka. Rozwiązanie takie zwane jest Triple Play. Do multimedialnych aplikacji należą płatne przekazy telewizyjne PPV (Pay per View), emisje filmowe NVoD (Near VoD) z serwerów wideoteki oraz dostarczane w czasie rzeczywistym transmisje obrazowe na żądanie VoD (Video on Demand). Wszystkie te usługi uzupełnione o głos transmitowany w technologii VoIP stanowią obecnie podstawę aplikacji Triple Play. Operatorzy sieci miejskich nie tylko dostarczają usługi związane z Internetem, ale także dostęp do muzyki, filmów, wideoklipów, serwerów gier komputerowych oraz co ciekawszych i płatnych serwisów tematycznych lub przekazów telewizji cyfrowej. W porównaniu z tradycyjnymi technologiami wykorzystywanymi w telekomunikacji i telewizji kablowej rozwiązania Public Ethernet są tańsze zarówno w wydatkach na infrastrukturę jak i w eksploatacji.
Zasadniczym problemem aplikacji udostępnianych w sieciach ethernetowych jest zachowanie parametrów gwarantowanego poziomu jakości usług (QoS - Quality of Service), niezbędnego do pracy w czasie rzeczywistym. Instalowana w szkielecie sieci metropolitalnej technologia ATM (622 Mb/s) straciła pozycję lidera na rzecz szybkich, sprawdzonych i udokumentowanych standardami rozwiązań ethernetowych 1-10 Gb/s. Sukces Ethernetu w sieciach rozległych WAN sprawił, że infrastruktura sieci miejskich jest stopniowo zastępowana rozwiązaniami ethernetowymi o większych możliwościach przesyłowych, zwłaszcza że pojawiły się szczegółowe standardy dotyczące optycznych i miedzianych rozwiązań (10GbE).

## Zalety
- brak ograniczeń przepustowości kanałów dostępnych dla użytkowników,
- niskie koszty eksploatacji oraz infrastruktury sieci Public Ethernet,
- wykorzystanie Ethernetu do przesyłania danych,
- możliwość łatwego wprowadzenia kolejnych usług,
- łatwiejsze zarządzanie całą siecią.

## Elementy sieci
- CPE – urządzenia abonenckie
- EDA – Ethernet DSL Access
- FEA – Fiber Ethernet Access
- Ethernet Aggregation And Transport

## Oferowane usługi
- telefonia
- internet
- telewizja
- sieci prywatne
- telewizja interaktywna
- wirtualne wypożyczalnie filmów/muzyki
- gry sieciowe

Do realizacji usług tej klasy potrzebne są większe szybkości przepustowości. Podstawowy kanał komunikacyjny użytkownika usługi VoD wymaga przepustowości 3-4 Mb/s. Dostęp do kilkudziesięciu aplikacji szerokopasmowych wymaga niekiedy przepustowości 1 Gb/s. Tanie połączenia o takiej przepustowości uzyskuje się za pomocą traktów światłowodowych, korzystających z technologii CWDM.